# Gujara kolczasta
Gujara kolczasta (Euryzygomatomys spinosus) – gatunek gryzonia z rodziny kolczakowatych (Echimyidae). Gatunek ten występuje w południowej i wschodniej Brazylii, północno-wschodniej Argentynie i Paragwaju. Jedyny przedstawiciel rodzaju gujara (Euryzygomatomys).

## Ekologia
Gujara kolczasta występuje w wilgotnych łąkach południowej części regionu Cerrado w (brazylijskim stanie Minas Gerais, a także w lasach i na granicy lasów i łąk w lasach atlantyckich od Espírito Santo do Argentyny i Paragwaju. Występuje m.in. w Parku Narodowym Caparaó.

## Charakterystyka
Długość ciała 195 mm, ogona 50 mm, masa ciała 188 g. Ma krótkie uszy, ogon krótszy niż gatunki z rodzaju Clyomys, a także dłuższą od nich szczękę i większe siekacze.